# Wolfgang Ketterle
Wolfgang Ketterle, nemški fizik, * 21. oktober 1957, Heidelberg, Nemčija.
Ketterle je za svoje raziskave Bose-Einsteinovega kondenzata leta 2001 skupaj s Cornellom in Wiemanom prejel Nobelovo nagrado za fiziko.